# Корук (Талеш)
Корук (перс. قروق) — село в Ірані, у дегестані Сахелі-є-Джукандан, у Центральному бахші, шагрестані Талеш остану Ґілян. За даними перепису 2006 року, його населення становило 1160 осіб, що проживали у складі 274 сімей.

## Клімат
Середня річна температура становить 14,15 °C, середня максимальна – 26,74 °C, а середня мінімальна – -0,12 °C. Середня річна кількість опадів – 786 мм.
| Клімат поселення                              | Клімат поселення | Клімат поселення | Клімат поселення | Клімат поселення | Клімат поселення | Клімат поселення | Клімат поселення | Клімат поселення | Клімат поселення | Клімат поселення | Клімат поселення | Клімат поселення | Клімат поселення |
| Показник                                      | Січ.             | Лют.             | Бер.             | Квіт.            | Трав.            | Черв.            | Лип.             | Серп.            | Вер.             | Жовт.            | Лист.            | Груд.            |                  |
| Середній максимум, °C                         | 9,33             | 10,21            | 12,09            | 17,21            | 22,10            | 24,90            | 26,74            | 26,74            | 24,10            | 20,34            | 15,41            | 11,30            |                  |
| Середня температура, °C                       | 4,58             | 5,47             | 7,40             | 12,50            | 17,35            | 20,19            | 23,02            | 23,02            | 20,39            | 16,59            | 11,69            | 7,59             |                  |
| Середній мінімум, °C                          | −0,12            | 0,72             | 2,64             | 7,75             | 12,62            | 15,44            | 19,32            | 19,30            | 16,69            | 12,92            | 7,99             | 3,86             |                  |
| Норма опадів, мм                              | 75               | 66               | 67               | 51               | 38               | 24               | 11               | 35               | 86               | 128              | 101              | 104              |                  |
| Середньомісячна швидкість вітру, м/с          | 2.34             | 2.40             | 2.42             | 2.46             | 2.40             | 2.60             | 2.65             | 2.40             | 2.29             | 2.00             | 1.99             | 2.08             |                  |
| Середньомісячна сонячна радіація, кДж/м²·день | 6804             | 9106             | 11256            | 15918            | 20284            | 23028            | 23901            | 20215            | 16434            | 11168            | 8377             | 6424             |                  |
| --------------------------------------------- | ---------------- | ---------------- | ---------------- | ---------------- | ---------------- | ---------------- | ---------------- | ---------------- | ---------------- | ---------------- | ---------------- | ---------------- | ---------------- |
| Джерело:                                      |                  |                  |                  |                  |                  |                  |                  |                  |                  |                  |                  |                  |                  |